# Томас, Соломон
Соломон Кристофер Томас (англ. Solomon Christopher Thomas; 26 августа 1995, Чикаго, Иллинойс) — профессиональный американский футболист, тэкл защиты. Игрок клуба НФЛ «Нью-Йорк Джетс». На студенческом уровне выступал за команду Стэнфордского университета. На драфте НФЛ 2017 года был выбран в первом раунде под общим третьим номером.

## Биография
Соломон Томас родился 26 августа 1995 года в Чикаго. В 1997 году семья переехала жить в Австралию, где его отец Крис работал в компании Procter & Gamble. Там Томас прожил пять лет. Старшую школу он окончил в Коппелле в Техасе. Во время учёбы он играл за её футбольную и баскетбольную команды, принимал участие в матче звёзд школьного футбола. На момент выпуска Томас входил в число пяти лучших ди-эндов в стране. В 2014 году он поступил в Стэнфордский университет.

### Любительская карьера
Первый сезон в составе студенческой команды Томас провёл в статусе освобождённого игрока, не принимая участия в официальных матчах. В 2015 году он дебютировал в турнире NCAA, сыграл в четырнадцати матчах, сделав 37 захватов и 3,5 сэка. В финале конференции Pac-12 Томас отличился 34-ярдовым тачдауном на возврате фамбла. В сезоне 2016 года он принял участие в тринадцати играх и стал лучшим в команде по количеству захватов. В игре против команды УКЛА он занёс второй в карьере тачдаун. По итогам турнира Томаса включили в состав сборной звёзд конференции, он вошёл в состав третьей сборной звёзд NCAA по версии Associated Press. Также по итогам года он стал обладателем Трофея Морриса, вручаемого лучшему линейному Pac-12 по результатам опроса игроков.

#### Статистика выступлений в NCAA
| Сезон | Команда           | Игры | Захваты | Захваты | Захваты | Захваты | Захваты | Перехваты | Перехваты | Перехваты | Перехваты | Перехваты | Фамблы | Фамблы | Фамблы | Фамблы |
| Сезон | Команда           | Игры | Solo    | Ast     | Tot     | Loss    | Sk      | Int       | Yds       | Y/R       | TD        | PD        | FR     | Yds    | TD     | FF     |
| ----- | ----------------- | ---- | ------- | ------- | ------- | ------- | ------- | --------- | --------- | --------- | --------- | --------- | ------ | ------ | ------ | ------ |
| 2014  | Стэнфорд Кардинал | —    | —       | —       | —       | —       | —       | —         | —         | —         | —         | —         | —      | —      | —      | —      |
| 2015  | Стэнфорд Кардинал | 14   | 23      | 14      | 37      | 10,5    | 3,5     | 0         | 0         | 0,0       | 0         | 0         | 2      | 34     | 1      | 0      |
| 2016  | Стэнфорд Кардинал | 13   | 40      | 21      | 61      | 14,0    | 8,5     | 0         | 0         | 0,0       | 0         | 0         | 2      | 42     | 1      | 1      |
| Всего | Всего             | 27   | 63      | 35      | 98      | 24,5    | 12,0    | 0         | 0         | 0,0       | 0         | 4         | 4      | 34     | 2      | 1      |

### Профессиональная карьера
Перед драфтом НФЛ 2017 года обозреватель Sports Illustrated Крис Берк к сильным сторонам Томаса относил его способность доминировать на поле, требуя дополнительного блокирующего, физическую силу и атлетизм, умение действовать на различных позициях в линии защиты. Среди недостатков назывались работа рук, проблемы с концентрацией, приводившие к тому, что он упускал возможность захватить соперника за линией розыгрыша или сделать сэк, агрессивность при атаке линии нападения, оставляющая возможность для прохода раннинбека.

#### Сан-Франциско
На драфте 2017 года Томас был выбран «Сан-Франциско» под общим третьим номером. В июле он подписал с клубом четырёхлетний контракт. Тренер линии защиты команды Джефф Згонина, комментируя перспективы новичка, заявил, что видит его на позиции левого ди-энда в схеме 4—3. Из-за особенностей организации учебного процесса в Стэнфордском университете он не сразу смог приступить к работе на сборах клуба, что создало сложности в процессе адаптации. В регулярном чемпионате он сыграл в четырнадцати матчах Сан-Франциско, сделав 41 захват и 3,5 сэка. Координатор защиты Роберт Салех оценил эффективность его действий против выноса, но отметил, что Томасу нужно работать над навыками игры в пас-раше. В сезоне 2018 года он сыграл в шестнадцати матчах регулярного сезона, сделав всего один сэк. Регресс отмечали и в других аспектах его игры. Сам Томас связал это с психологическими проблемами, возникшими после самоубийства его сестры в январе 2018 года.
В 2019 году Томас выпал из числа игроков стартового состава и преимущественно выходил на замену по ходу игр. В шестнадцати матчах регулярного сезона он сделал два сэка и 21 захват, статистически этот сезон стал для него худшим с момента прихода в НФЛ. В январе 2020 года обозреватель Bleacher Report Гэри Дэвенпорт назвал его главным разочарованием в составе команды, выигравшей свой дивизион. По мнению Дэвенпорта, Томас был неплох для ротации и глубины состава, но явно не оправдывал свой высокий выбор на драфте. В мае 2020 года клуб отказался активировать пункт контракта, позволявший продлить контракт с игроком ещё на один сезон. В регулярном чемпионате 2020 года Томас из-за разрыва крестообразных связок колена сыграл только в двух матчах.

#### Дальнейшая карьера
В марте 2021 года Томас в статусе свободного агента подписал однолетний контракт на 5 млн долларов с клубом «Лас-Вегас Рэйдерс». В составе команды он провёл семнадцать матчей и сделал 3,5 сэка, установив новый личный рекорд. После окончания сезона он стал свободным агентом. В марте 2021 года Томас заключил однолетнее соглашение с «Нью-Йорк Джетс», главным тренером которых был знакомый ему по работе в «Сан-Франциско» Роберт Салех.

#### Статистика выступлений в НФЛ

##### Регулярный чемпионат
| Сезон | Команда                     | Игры | Захваты | Захваты | Захваты | Захваты | Захваты | Перехваты | Перехваты | Перехваты | Перехваты | Перехваты | Фамблы | Фамблы | Фамблы | Фамблы |
| Сезон | Команда                     | Игры | Solo    | Ast     | Tot     | Loss    | Sk      | Int       | Yds       | Y/R       | TD        | PD        | FR     | Yds    | TD     | FF     |
| ----- | --------------------------- | ---- | ------- | ------- | ------- | ------- | ------- | --------- | --------- | --------- | --------- | --------- | ------ | ------ | ------ | ------ |
| 2017  | Сан-Франциско Форти Найнерс | 14   | 34      | 7       | 41      | 10      | 3,0     | 0         | 0         | 0,0       | 0         | 0         | 1      | 0      | 0      | 0      |
| 2018  | Сан-Франциско Форти Найнерс | 16   | 24      | 7       | 31      | 3       | 1,0     | 0         | 0         | 0,0       | 0         | 0         | 0      | 0      | 0      | 0      |
| 2019  | Сан-Франциско Форти Найнерс | 16   | 15      | 6       | 21      | 3       | 2,0     | 0         | 0         | 0,0       | 0         | 0         | 0      | 0      | 0      | 0      |
| 2020  | Сан-Франциско Форти Найнерс | 2    | 0       | 2       | 2       | 0       | 0,0     | 0         | 0         | 0,0       | 0         | 0         | 0      | 0      | 0      | 0      |
| 2021  | Лас-Вегас Рэйдерс           | 17   | 17      | 17      | 34      | 3       | 3,5     | 0         | 0         | 0,0       | 0         | 2         | 0      | 0      | 0      | 2      |
| Всего | Всего                       | 65   | 90      | 39      | 129     | 19      | 9,5     | 0         | 0         | 0,0       | 0         | 2         | 1      | 0      | 0      | 2      |

##### Плей-офф
| Сезон | Команда                     | Игры | Захваты | Захваты | Захваты | Захваты | Захваты | Перехваты | Перехваты | Перехваты | Перехваты | Перехваты | Фамблы | Фамблы | Фамблы | Фамблы |
| Сезон | Команда                     | Игры | Solo    | Ast     | Tot     | Loss    | Sk      | Int       | Yds       | Y/R       | TD        | PD        | FR     | Yds    | TD     | FF     |
| ----- | --------------------------- | ---- | ------- | ------- | ------- | ------- | ------- | --------- | --------- | --------- | --------- | --------- | ------ | ------ | ------ | ------ |
| 2019  | Сан-Франциско Форти Найнерс | 3    | 4       | 0       | 4       | 2       | 1,0     | 0         | 0         | 0,0       | 0         | 0         | 0      | 0      | 0      | 0      |
| 2021  | Лас-Вегас Рэйдерс           | 1    | 1       | 0       | 1       | 0       | 0,0     | 0         | 0         | 0,0       | 0         | 0         | 0      | 0      | 0      | 0      |
| Всего | Всего                       | 4    | 5       | 0       | 5       | 2       | 1,0     | 0         | 0         | 0,0       | 0         | 0         | 0      | 0      | 0      | 0      |